# 靈語
《靈語》為2021年臺灣驚悚電影，由蘇皇銘執導，是元介、吳可熙、鄭人碩、楊丞琳、禾浩辰、石知田、丁寧領銜主演。
電影原本於2021年5月12日上映，但因臺灣本土疫情升溫，片商甲上影業於5月13日撤檔。同年10月22日，《靈語》重新上映。將於台灣OTT平台LiTV 線上影視上架播出。

## 劇情簡介
|  | 解不了的謎，破不了的案，看不見的力量 |

## 演員列表

### 主要演員
| 演員   | 角色   |
| 是元介 | 李志凱 |
| 吳可熙 | 李美珍 |
| 鄭人碩 | 黃明城 |
| 楊丞琳 | 陳慧嵐 |
| 禾浩辰 | 嘉強   |
| 石知田 | 阿山   |
| 丁寧   | 曾白石 |
| 高伊玲 | 林太太 |

### 特別演出
- 巫建和

## 電影歌曲
| 曲別   | 歌名     | 演唱者          | 作詞                    | 作曲                   |
| 主題曲 | 將逝之愛 | F.I.R. 飛兒樂團 | 嚴云農、F.I.R. 飛兒樂團 | 馮文甫、陳建寧(F.I.R.) |

## 紀事
2019年
- 10月7日 《靈語》開鏡[6]
- 11月6日 《靈語》殺青酒

2021年
- 5月10日 《靈語》上映記者會[7]
- 5月12日 《靈語》映後座談會[8]

## 獎項
| 年份 | 類別                    | 獎項       | 入圍者／作品    | 結果 |
| 2013 | 102年度徵選優良電影劇本 | 佳作劇本獎 | 林雅櫻/《靈語》 | 獲獎 |

## 拍攝場景

### 新北市
五股區
- 陸光新城
- 德音國民小學

坪林區
- 廉政研習中心
- 永賓露營區

中和區
- 安平派出所

## 外部連結
- 甲上娛樂的Instagram帳戶
- 甲上娛樂的Facebook專頁
- 台灣電影網上《靈語》的資料（繁體中文）